# Herdis
Herdis är ett fornisländskt kvinnonamn sammansatt av orden heri (krigshär) och dis (gudinna). Herdis var en av valkyriorna i den nordiska mytologin. Det äldsta belägget för namnet i Sverige är från år 1864.
Den 31 december 2014 fanns det totalt 118 kvinnor folkbokförda i Sverige med namnet Herdis, varav 52 bar det som tilltalsnamn.
Namnsdag: saknas (1986-1992: 16 januari)

## Personer med namnet Herdis
- Herdis Andrésdóttír, isländsk poet
- Herdis Odderskov-Duphorn, svensk konstnär